# Within Temptation
A Within Temptation egy holland együttes. A csapatot 1996-ban alapította Sharon den Adel énekesnő, és a gitáros Robert Westerholt. Zenéjüket leginkább gothic metalként lehet azonosítani, bár Sharon den Adel egy interjúban szimfonikus rocknak nevezte az együttes zenei irányát.
A csapat már rögtön első albumuk (mely az Enter címet viselte) kiadása után az underground zenei élet meghatározó formációjává vált. Ezt a pozíciót tartották egészen 2001-ig, mikor is a nagyközönség előtt is ismertek lettek a Mother Earth-albumról kimásolt Ice Queen című kislemezzel, amely második helyezést ért el a slágerlistákon.
Ezután négyszer nyerte el a 'Conamus export prijs' elnevezésű holland zenei díjat.
Következő albumuk, a The Silent Force első helyezettként indított a slágerlistákon. 2007-es, The Heart of Everything elnevezésű lemezükkel megismételték ezt a sikert.

## Életrajz

### Felállás
Az együttest 1996-ban a régóta együtt dolgozó Robert Westerholt gitáros és Sharon den Adel énekesnő alapította, akik rögtön ezután felvették a csapat sorai közé a basszer Jeroen van Veent, a gitáros Michiel Papenhove-ot, billentyűsnek pedig Martijn Westerholtot. Ivar de Graaf dobos csak rövid időt töltött az együttesben. Hamarosan lemezszerződést kaptak a DSFA Records lemezkiadótól, és még ebben az évben stúdióba vonultak, hogy felvegyék első albumukat.

### Enter(1997)
Első lemezük, az Enter 1997-ben jelent meg. Az album kiváló fogadtatásban részesült, országszerte turnéztak vele, ezután pedig meghívták őket a Dynamo Open Air-fesztiválra, Hollandia egyik legnagyobb metálfesztiváljainak egyikére Eindhovenbe.
1997-ben a csapat egy Németországot és Ausztriát is érintő turnéra indult. Szintén ebben az évben Ivar de Graaf elhagyta az együttest, őt Ciro Palmával helyettesítették.
Az Enter összességében igen melodikus hangzása a gyors billentyűszólamoknak és a súlyos gitárriffeknek köszönhető. Szintén jellegzetesek még az albumon a Robert Westerholt és az Orphanage együttes tagjai által előadott halálhörgések.
Az Enter Amerikában csak 2007. szeptember 18-án jelent meg.

### The Dance(1998–1999)
1998-ban a csapat folytatta az aktív koncertezést – ezúttal már az 1998-as Dynamo-fesztivál főszínpadán léptek fel. Miután ebben az évben az együttes tervezett új albumot kiadni, az év során csak egy EP-vel örvendeztették meg rajondóikat, amely a The Dance címet viselte.
Miután 1999-ben véget ért a nagyszabású turné, a csapat pihenőre vonult. Éltek a lehetőséggel, hogy végre saját stúdiót hozzanak létre, és ezt kihasználva csak a következő évben tértek vissza a színre.
A The Dance szintén csak 2007. szeptember 18-án jelent meg az Egyesült Államokban.

### Mother Earth(2000–2003)
A 2000-es év igen eseménydúsnak ígérkezett a csapat számára, hiszen a tagok újra turnézni kezdtek, útba ejtve három holland zenei fesztivált is. Ezután ismét stúdióba vonultak, hogy felvegyék második albumukat, mely a Mother Earth címet kapta, és 2000. december 1-jén jelent meg Hollandiában. A lemez csupa pozitív kritikát kapott, és hosszú időre biztosította a zenekar helyét a holland listákon.
Az albumról elsőként az Our Farewell címet viselő kislemezt másolták ki, ami nem jutott fel a listára. A második kislemez, az Ice Queen 2001-ben viszont egészen a lista negyedik helyéig jutott, Belgiumban pedig listavezető is lett. A Mother Earth összességében harmadik helyig jutott a holland albumlistán.
2001-es év ismét tagcseréket hozott a zenekar életébe: második gitáros poszton csatlakozott az együtteshez Ruud Jolie, az új dobos Stephen van Haesregt lett, a betegeskedő Martijn Westerholtot pedig Martijn Spieerenburg helyettesítette. Westerholt később megalapította a Delain nevű együttest.
A csapat 2002 során egyre több felkérést kapott: először léptek fel Franciaországban, és Mexikóvárosban is koncerteztek.
Ebben az évben kapta meg a Within Temptation addigi legnagyobb elismerését: a holland Ezüst Hárfa-díjat. Ez az esemény szinte kötelezte a zenekart egy új, az eddigieknél nagyobb szabású turné megtartására. 2003-ban újra kiadták a Mother Earth-öt, ami ezúttal a több európai kiadót tömörítő GUN Records kiadó gondozásában jelent meg, és hatalmas sikert aratott Németországban és a Benelux-államokban is. (A benelux kiadású változaton szerepelt egy Kate Bush-dal, a Running Up That Hill feldolgozása is.) A Mother Earth-turnéről készült DVD kivívta az együttesnek a rangos Edison Award-díjat.

### The Silent Force(2004–2006)
A harmadik album terveinek gyümölcse 2004-ben jelent meg The Silent Force címmel, és több európai országban listás lett. A lemez nemzetközi promóciós turnéja 2005-ben indult, melynek során a csapat még Dubaj-ban is koncertezett. Az album első két kislemez-dala, a Stand My Ground és a Memories folytatta a csapat menetelését a listákon, amely összességében egy újabb, immár a második Edison Award-ot eredményezett. A Stand My Ground ráadásul a Blood and Chocolate című film betétdala is lett.
2006 januárjában a Within Temptation elnyerte a legnevesebb holland könnyűzenei díjat, a Dutch Pop Prize-t, és egyúttal a legjobb eladási statisztikával rendelkező holland előadónak járó díjat, a Dutch Export Prize-t is, melyet immár harmadjára tudhattak magukénak. Ebben az évben jelentették be, hogy már dolgoznak a következő albumon, amelyet őszre ígértek, s mely megjelenése után nagyszabású fesztiválturnéra indul a csapat.

### The Heart of Everything(2007- 2011)
A The Heart of Everything címet viselő lemez 2007 márciusában jelent meg Hollandiában, július 24-én pedig az USA-ban.
Két másik szám, a The Howling és a Sounds of Freedom egy videójáték promóciós anyagán kapott helyet. A csapat májusban első észak-amerikai turnéjára indult a Lacuna Coil társaságában.
A The Heart of Everything első helyen indított a holland albumlistán, mely immár másodszor fordult elő a zenekar történetében.
A lemez első kislemeze, a What Have You Done címadó dalához a klipet Londonban forgatták, amelyhez az együttes rajongói statisztáltak volna, de a csapat egyet nem értése nyomán végül egye teljesen új klip készült a dalhoz.
A második kislemez, a Frozen klipjét, mely a családon belüli erőszakkal foglalkozott, Romániában vették fel, és az ebből származó összes jövedelmet egy gyermekvédelmi alapítvány részére ajánlották fel.
A The Howling szólólemezt csak Amerikában lehetett kapni.
Az All I Need klipjében pedig azokkal a dolgokkal foglalkoztak, amik igazán fontosak. Ez a szám a Vámpírnaplók (Vampire Diaries) című sikersorozat egyik epizódjában is helyet kapott.
2008 februárjában pedig egy hatalmas koncertet adtak Amszterdamban, az Ahoy Arena-ban, melyben igazi szimfonikus zenekarral és csomó különleges vendéggel léptek fel. Ebből egy DVD született, ami a Black Symphony címet kapta.

### The Unforgiving (2011-2014)
Az együttes ötödik nagylemeze 2011. március 29-én jelent meg, azonban a hozzá kapcsolódó turnét el kellett halasztani, mivel Sharon ekkor épp harmadik gyermekével, Logan Arwinnel volt várandós. Az album koncepciójául egy képregény-sorozat szolgált, amelyet a BloodRayne sorozat szerzőjeként is ismert Steven O'Connell írt, és amelynek rajzait az Amerikában is jól ismert holland képregényes, Romano Molenaar alkotta meg. Borítóján is a képregény egyik főszereplője, Sinéad Harkin látható. A kiadvány a szimfonikus elemek mellett a modern hangzást sem nélkülözte. A koncertkörút végül ez év augusztus 10-én indult a magyarországi Sziget Fesztiválon. 

### Hydra (2014 - 2019)
2013 őszén a zenekar bejelentette, hogy a következő évben új nagylemezzel jelentkeznek. A Hydra 2014. január 22-én került boltokba, számtalan vendégzenésszel és a The Unforgiving-en is hallott modern metál elemeivel. Olyan nevek működtek közre a kiadványon, mint Tarja Turunen, akit a Paradise (What About Us?) című dalban hallhattunk, Dave Pirner a Soul Asylomból (Whole World Is Watching), Howard Jones (Dangerous), vagy éppen az amerikai rapper, Xzibit (And We Run). A lemezzel kisebb-nagyobb megszakításokkal csaknem két évig turnézott az együttes. 

### Resist (2019 - napjainkig)
2017 folyamán a zenekar körül szokatlanul nagy csend honolt, amelynek oka az volt, hogy Sharon den Adel édesapja megbetegedett, valamint -mint utólag több interjúban elmesélte az énekesnő- komoly alkotóművészi válságot élt át. Elmondása szerint a Hydra lemez turnéja után képtelen volt dalokat írni, közel állt a kiégéshez. 2017 novemberében jelentette be: szólóprojektet indított My Indigo néven, az azonos című album pedig 2018 április 20-án jelent meg. Az énekesnő elmondta: saját, belső harcairól szólnak a kiadvány dalai. Úgy érezte, más műfajra van szüksége, hogy érzéseit kifejezhesse, hiszen a Within Temptation epikus, erőteljes zenéjével nem tudta ezt megtenni. A My Indigo teljes egészében Sharon projektje, és szólólemezének elkészítésében a csapat tagjai sem vettek részt. A nyár folyamán fedte fel az együttes, hogy új stúdióalbumuk készülőben van. A Resist eredetileg 2018 decemberében jelent volna meg, ám gyártási gondok miatt 2019 február elsején kerülhetett boltokba. A Resist -amelynek tematikája a modern technikát veszi alapul- a Hydrához hasonlóan szintén több vendégzenészt vonultatott fel, az első dal, amelyhez klip is készült, a The Reckoning volt 2018 szeptemberében - a szerzeményben a Papa Roach-ból ismert Jacoby Shaddix is énekel. A Raise Your Bannerben Anders Fridént, a svéd In Flames frontemberét hallhattuk, a Firelight-ban pedig belga Arid énekesét, Jasper Steverlincket. A Supernova című dalt Sharon édesapja emlékére írta, aki 2018 tavaszán hunyt el. Utolsóként a Mad World című dalhoz készült kisfilm. Az énekesnő elárulta: következő lemezeik is a modern hangzást viszik majd tovább.

## Jelenlegi felállás
- Sharon den Adel – ének (1996–)
- Robert Westerholt – gitár (1996–)
- Ruud Jolie – gitár (2001–)
- Jeroen van Veen – basszusgitár (1996–)
- Martijn Spierenburg – billentyűsök (2001–)
- Stephen van Haestregt – dob (2002–)

## Egykori tagok
- Ivar de Graaf – dob (1996–1998, 1999–2001)
- Martijn Westerholt – billentyűsök (1996–2001)
- Michiel Papenhove – gitár (1996–2001)
- Jelle Bakker – gitár (2001)
- Ciro Palma – dob (1998–1999)
- Dennis Leeflang – dob (1996)
- Richard Willemse – dob (1996)

## Diszkográfia
- Enter (1997)
- The Dance (EP, 1998)
- Mother Earth (2001)
- The Silent Force (2004)
- The Heart of Everything (2007)
- The Unforgiving (2011)
- Hydra (2014)
- Resist (2019)
- Bleed Out (2023)